# Adriano
Adriano je moško osebno ime.

## Izvor imena
Ime Adriano je različica moškega osebnega imena Adrijan.

## Pogostost imena
Po podatkih Statističnega urada Republike Slovenije je bilo na dan 31. decembra 2007 v Sloveniji število moških oseb z imenom Adriano: 39.

## Osebni praznik
Osebe z imenom Adriano godujejo takrat kot osebe z imenom Adrijan.